# Твердість гірських порід
Твердість гірських порід і мінералів — властивість чинити опір зовнішньому механічному впливу іншого твердішого тіла, тобто деформуванню при місцевій силовій дії твердих тіл на їхню поверхню. Зумовлена головним чином міцністю кристалічної ґратки (тобто типом структури, природою і силою хімічного зв'язку, розміром і зарядом частинок, міжатомними відстанями і інш.) і її механічними параметрами (пружністю, пластичністю, крихкістю, наявністю і кількістю дислокацій).

## Загальний опис
У залежності від методу випробування розрізнюють твердість дряпання, втиснення, шліфування. Визначається переважно методами Брінелля, Віккерса, Роквелла, Шора або Мооса. Найбільш древнім є спосіб дряпання еталонними мінералами шкали Мооса, точніше визначення твердості дряпанням проводиться з допомогою спеціальних приладів — склерометрів та мікротвердометрів і визначається в кг/мм². З 40-х рр. XX ст. дістав поширення метод статичного втиснення алмазної піраміди Віккерса, який Комісія з рудної мікроскопії Міжнародної мінералогічної асоціації визнала основним при діагностиці мінералів (в аншліфах). Метод дає можливість визначати твердість мікроскопічно малих виділень діаметром 10-30 мкм, дуже чутливий, має універсальну сферу застосування.
У практиці широко застосовується шкала Мооса — десятибальна шкала твердості мінералів, за якою розрізняють десять ступенів твердості. Відносна твердість мінералів за цією шкалою визначається шляхом дряпання мінералу, який досліджується, гострими краями еталонних мінералів (пасивна твердість) або дряпання еталонних мінералів досліджуваним зразком (активна твердість). Еталонами є: 1 — тальк, 2 — гіпс, 3 — кальцит, 4 — флюорит, 5 — апатит, 6 — ортоклаз, 7 — кварц, 8 — топаз, 9 — корунд, 10 — алмаз. Мінерал з більшою твердістю дряпає мінерал з меншою твердістю, тобто кожний наступний мінерал цього ряду здатний дряпати попередній мінерал, але не дряпає наступного за ним, твердішого. Якщо, наприклад, гіпс не залишає подряпини на поверхні мінералу, що досліджується, а кальцит залишає, то його твердість вважають рівною 2,5. Шкалу Мооса використовують для швидкої діагностики мінералів. Визначення твердості за шкалою Мооса зручне в польових умовах.
У методах свердлування твердість визначають за показниками взаємодії свердла і породи. Критерії твердості в цьому випадку: об'ємна робота руйнування, величина крутильного моменту і ін. За методом Ф.Пфаффа і Т. А. Джаггара використовують алмазні наконечники, за методом А. М. Янчура і О. М. Кульбачного — різці, армовані твердими сплавами.
Поширене також визначення твердості за висотою відскоку бойка з алмазним наконечником, що скидається на поверхню гірської породи з фіксованої висоти (метод А. Ф. Шора).
У сучасній практиці широко використовують методи втиснення інденторів у досліджуваний зразок. При цьому твердість визначають методами Ю.Брінелля, С.Роквелла і ін., випробуваними в металознавстві.
У гірничій справі застосовується показник твердості, що визначається за методом Л. А. Шрейнера шляхом витискання (заглибини) лунки в шліфованій поверхні породи під дією навантаження, прикладеного до штампу з плоскою круглою основою. Чисельне значення твердості — відношення максимальної сили, що діє на штамп у момент утворення (витискання) лунки, до площі контактної поверхні.
Аналогічним шляхом визначають контактну міцність за методом Л. І. Барона і Л. Б. Глатмана. Відмінність полягає в тому, що індентор втискують у природну (необроблену) поверхню породи.
Показники твердості використовують при проектуванні засобів механізації гірничих робіт, оптимізації режимів експлуатації породоруйнуючих органів, обґрунтуванні нормативів продуктивності різних конструкцій інструментів і т. д.